# Cornelio Bentivoglio
Pour les articles homonymes, voir Bentivoglio (homonymie).
Cet article concerne le cardinal. Pour le condottiere, voir Cornelio Bentivoglio (condottiere).
Cornelio Bentivoglio (né le 27 mars 1668 à Ferrare, en  Émilie-Romagne, alors  dans les États pontificaux, et mort le 30 décembre 1732 à Rome) est un cardinal italien du XVIIIe siècle. Il est un petit-neveu du cardinal Guido Bentivoglio (1621).

## Biographie
Cornelio Bentivoglio  est clerc à la chambre apostolique. Il est nommé archevêque titulaire de Carthage en 1712 et envoyé comme nonce apostolique en France. Il est un grand défenseur de la bulle Unigenitus de 1713 contre le jansénisme, ce qui mécontente le duc d'Orléans, régent après la mort de Louis XIV, et Bentivoglio doit revenir à Ferrare.
Le pape Clément XI le crée cardinal au consistoire du 19 novembre 1719. Le cardinal Bentivoglio est légat apostolique en Romagne de 1720 à 1727, ministre plénipotentiaire en Espagne à partir de 1726 et camerlingue du Sacré Collège en 1727-1728.
Il participe au conclave de 1721, à l'issue duquel Innocent XIII est élu pape, et à ceux de 1724 (élection de Benoît XIII) et de 1730 (élection de Clément XII). Lors de ce dernier conclave, il présente le veto du roi Philippe V d'Espagne contre l'élection des cardinaux Giuseppe Renato Imperiali et Antonfelice Zondadari.
Il est par ailleurs poète et a traduit vers l'italien la Thébaïde de Stace, sous le pseudonyme de Selvaggio Porpora.

## Sources
- Fiche du cardinal Cornelio Bentivoglio sur le site fiu.edu